# رتشان (خبر بافت)
رتشان (بالفارسية: رچان) هي مستوطنة تقع في إيران في Khabar Rural District. يقدر عدد سكانها بـ 207 نسمة بحسب إحصاء 2016.